# Opočno pod Orlickými horami
Opočno pod Orlickými horami – stacja kolejowa w miejscowości Opočno, w kraju hradeckim, w Czechach. Jest ważnym węzłem kolejowym o znaczeniu regionalnym. Znajduje się na wysokości 265 m n.p.m.
Jest zarządzana przez Správę železnic. Na stacji istnieje możliwości zakupu biletów i rezerwacji miejsc.

## Linie kolejowe
- 026 Týniště nad Orlicí - Otovice zastávka
- 028 Opočno pod Orlickými horami - Dobruška